# 仙鳳鳴劇團

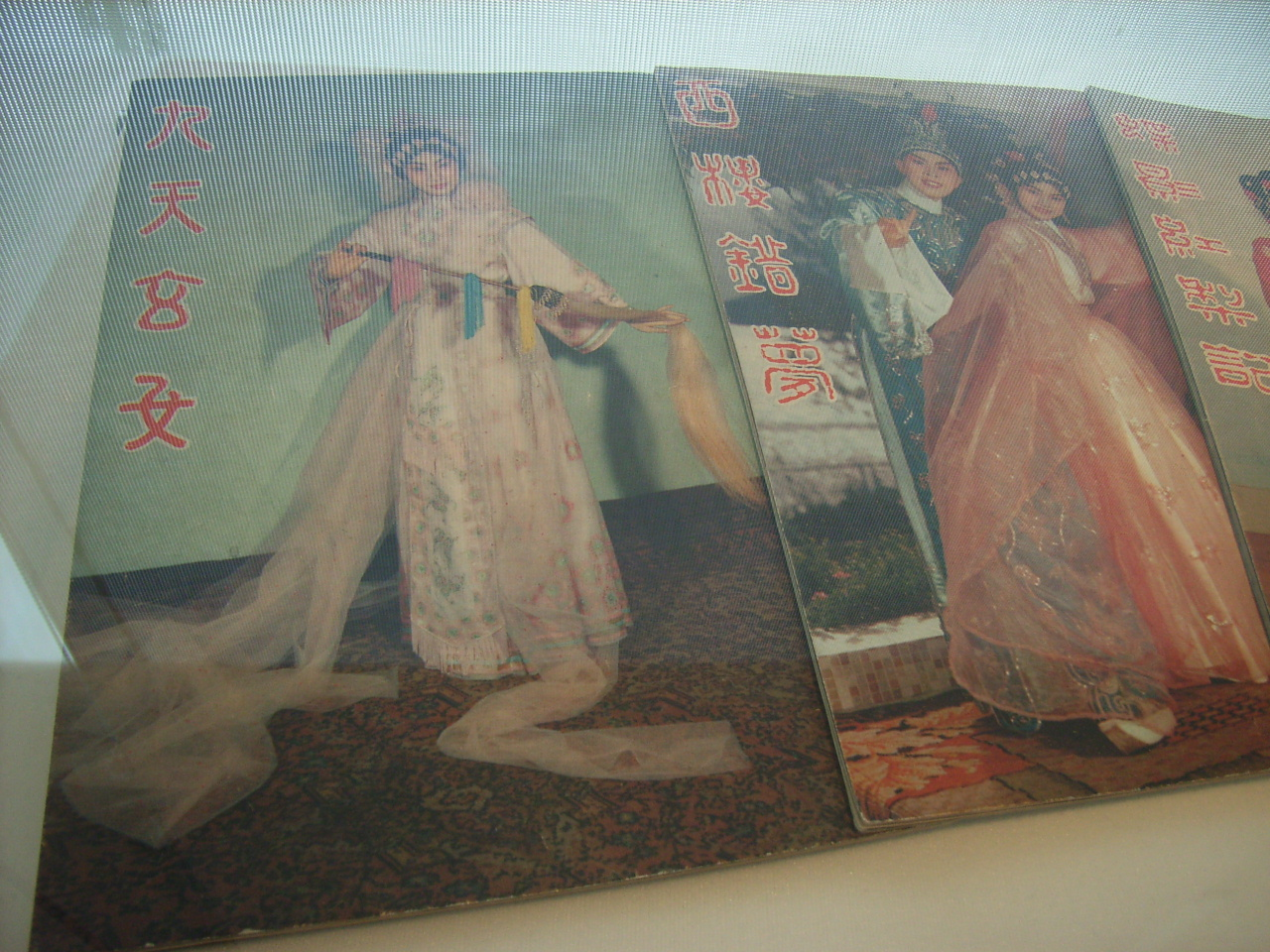

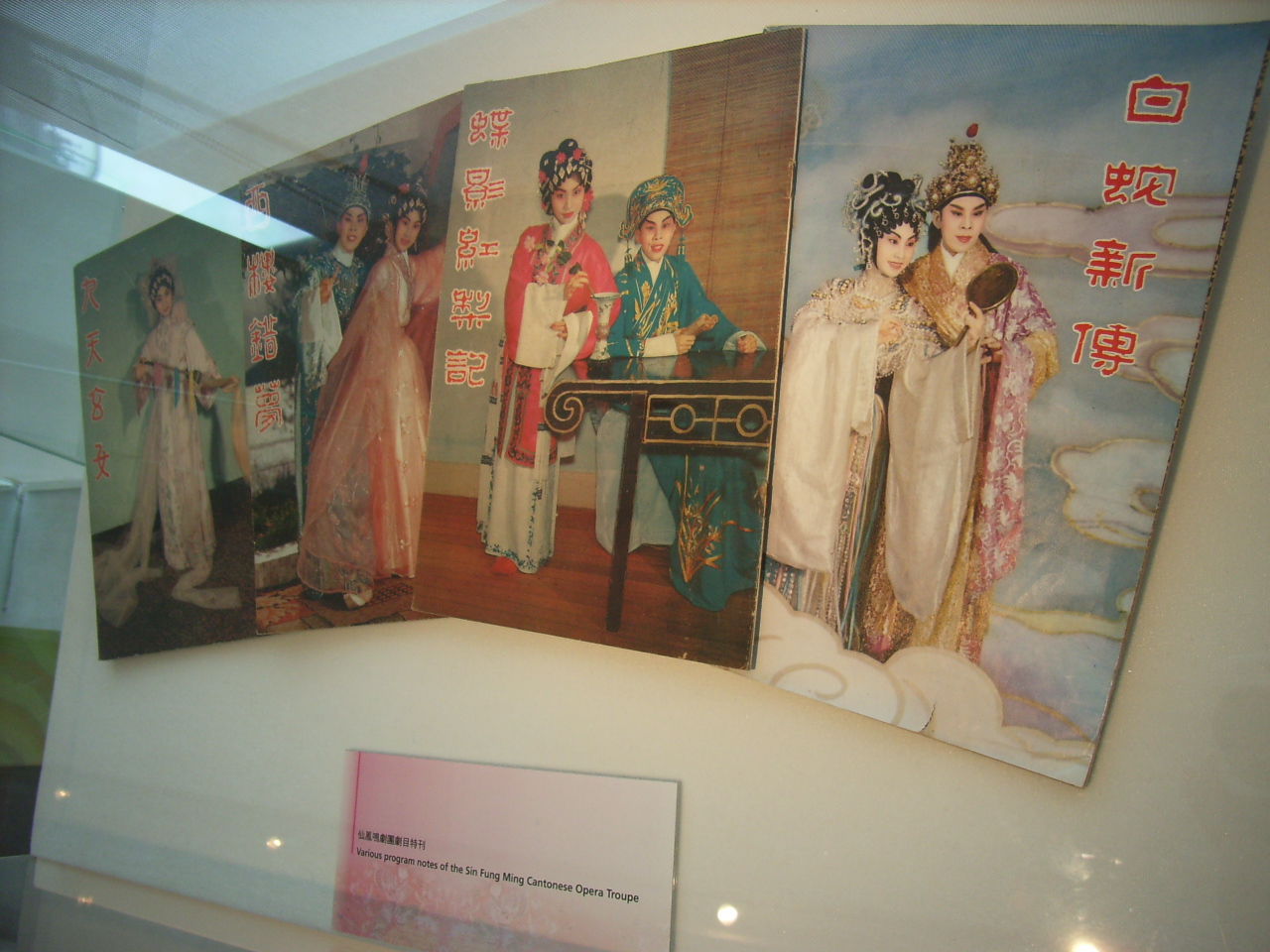

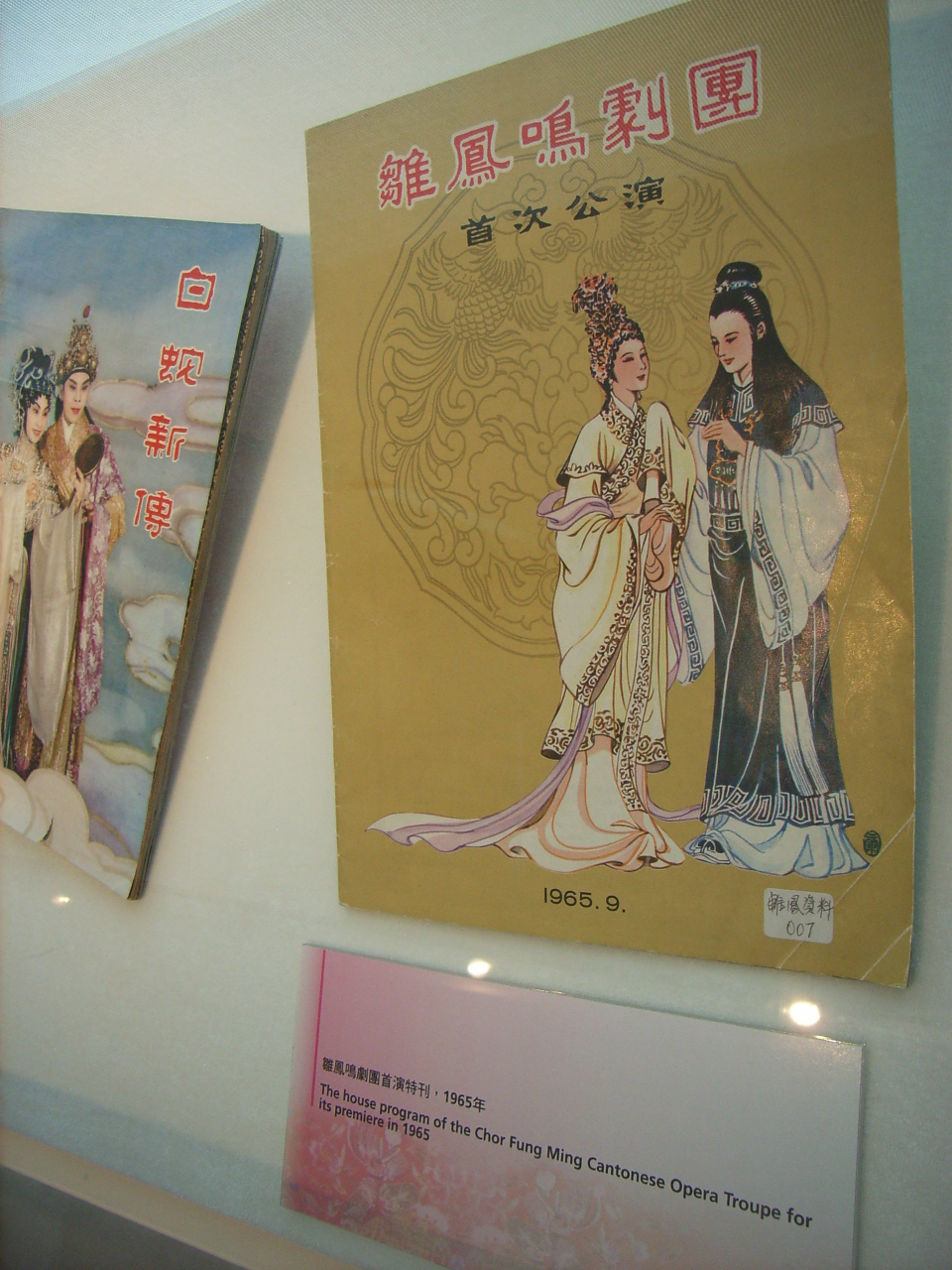

仙鳳鳴劇團，香港粵劇劇團，成立於1956年，由任劍輝和白雪仙所創。後來並邀請靚次伯與梁醒波擔任武生及丑生之職，更邀得唐滌生為劇團劇務主任。可惜唐滌生於1959年「仙鳳鳴」第八屆上演《再世紅梅記》時逝世，「仙鳳鳴」在第八屆後便停演了兩年，任白更冒起退隱之意。第九屆演出的劇目《白蛇新傳》是唐滌生生前準備已久的劇目，任白把他已搜集的資料，交與九位編劇家整理，當中包括現今著名編劇家葉紹德。

## 大事紀
1956年6月18日，首屆仙鳳鳴於在利舞台開鑼首演，公演唐滌生新編名劇《紅樓夢》，全劇五小時，分六場十二幕。演員包括：任劍輝（飾賈寶玉）、白雪仙（飾林黛玉）、梁醒波（飾賈政、石春）、鳳凰女、梅綺（飾薛寶釵）、蘇少棠（飾薛蟠）、陳好逑、白龍珠、英麗梨、李學優等。首晚節目由香港電台及麗的呼聲傳播。《紅樓夢》一連16晚上演至7月3日，7月4日起換演新劇《唐伯虎點秋香》，回目包括：琴挑、路過、廟遇、追舟、投靠、盤秋、描容、問扇、點秋等。演員包括：任劍輝（飾唐伯虎）、白雪仙（飾秋香）、梁醒波（飾米田共、華文）、梅綺（飾祝綉鳳）、鳳凰女（飾彩蓮）、白龍珠（飾華老夫人）、蘇少棠（飾華武）、陳好逑（飾陶陶）、英麗梨（飾春香）等。7月9日起，移師九龍東樂戲院，連續七天公演《紅樓夢》及《唐伯虎點秋香》。

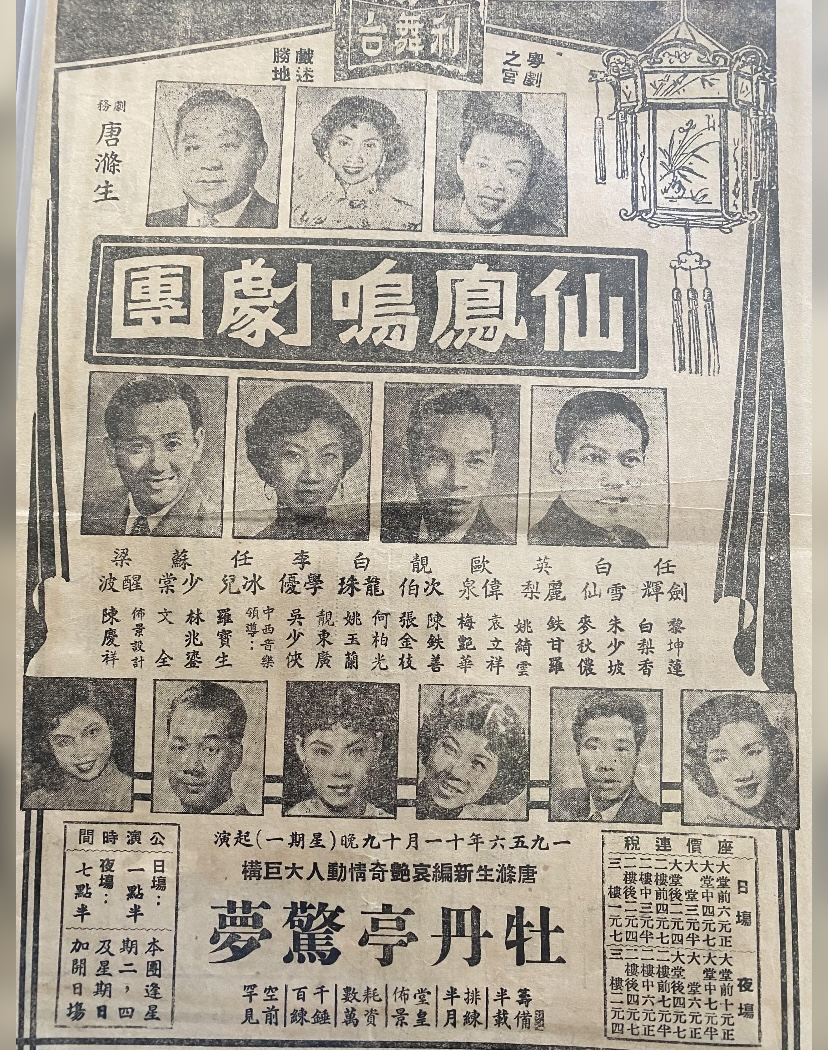
《牡丹亭驚夢》宣傳戲橋

1956年11月19日，第二屆仙鳳鳴開鑼，劇團在利舞台上演《牡丹亭驚夢》，全劇五小時，分九場：遊園驚夢、寫真、魂遊、拾畫、幽媾、回生、探親會母、拷元、圓駕。二幫花旦開始改用任冰兒，演員包括：任劍輝（飾柳夢梅）、白雪仙（飾杜麗娘）、梁醒波（飾陳最良）、靚次伯（飾杜寶）、任冰兒（飾春香）、白龍珠（飾杜夫人）、蘇少棠（飾梅春霖）、英麗梨（飾韶陽女）、朱少坡（飾杜安）、陳鐵善（飾石道姑）等。香港電台及麗的呼聲傳播首兩晚演出。同年12月3日起換演《穿金寶扇》，演員包括：任劍輝（飾郭炎章）、白雪仙（飾呂昭華）。同年12月10日，移師九龍東樂戲院連演十天。
1957年1月，第三屆仙鳳鳴開鑼，劇團在九龍東樂戲院上演《蝶影紅梨記》，演員包括：任劍輝（飾趙汝州）、白雪仙（飾謝素秋）；之後換演喜劇《花田八喜》，演員包括：任劍輝（飾卞磯）、白雪仙（飾春蘭）、任冰兒（飾劉月英）、梁醒波（飾周通）。
1957年6月7日，第四屆仙鳳鳴開鑼，劇團於6月7晚起在利舞台上演由唐滌生編撰的新劇《帝女花》，演員包括：任劍輝（飾周世顯）、白雪仙（飾長平公主）、梁醒波（飾周鍾）、靚次伯（飾崇禎）、任冰兒（飾周瑞蘭）、蘇少棠（飾周寶倫）、白龍珠、英麗梨、陳鐵善等。6月24日移師九龍東樂戲院，後於6月30日因任劍輝患喉疾而暫停。
1957年8月，第五屆仙鳳鳴開鑼，劇團於8月30日起在利舞台上演由唐滌生編撰的新劇《紫釵記》，演員包括：任劍輝（飾李益）、白雪仙（飾霍小玉）、梁醒波（飾崔允明及黃衫客）、靚次伯（飾盧太尉）、任冰兒（飾浣沙）等。並於9月1日日場上演《帝女花》。
1958年3月，第六屆仙鳳鳴開鑼，劇團於3月14日起在利舞台上演唐滌生新編的《九天玄女》，這是一部帶有神話色彩的粵劇。演員包括：任劍輝（飾艾敬郎）、白雪仙（飾冷霜蟬）、梁醒波（飾歸大爺）、靚次伯、蘇少棠、白龍珠、英麗梨、朱少坡等，任冰兒因在越南登台，改由梁素琴擔任二幫花旦。
1958年9月，第七屆仙鳳鳴開鑼，9月24日劇團假普慶戲院頭台演出《西樓錯夢》。演員包括：任劍輝（飾于叔夜）、白雪仙（飾穆素徽）、梁醒波（飾胥長公）、靚次伯（飾于雪寶）、蘇少棠（飾池同）、任冰兒（飾輕鴻）、白龍珠、英麗梨、朱少坡、歐偉泉等。9月28日，劇團移師利舞台公演《西樓錯夢》，為華人球員聯誼會籌款。
1959年9月，第八屆仙鳳鳴開鑼，劇團於9月14日起在利舞台公演唐滌生新劇《再世紅梅記》18天，之後移師九龍普慶戲院公演12天。演員包括：任劍輝（飾裴禹）、白雪仙（飾李慧娘及盧昭容）、梁醒波（飾賈似道）、靚次伯（飾盧桐）、任冰兒（飾吳絳仙）、林家聲（飾賈瑩中）、余蕙芬等。9月14日在利舞台首演《再世紅梅記》至第四幕〈脫阱救裴〉時，唐滌生突然暈倒，延至凌晨4時45分因腦溢血逝世。
1961年2月12日，劇團為響應華僑日報救助貧童運動，於利舞台義演《牡丹亭驚夢》與《帝女花》，並在中塲上演《白蛇新傳》之盜草。同年9月16日，為慶祝劇團成立六周年，於半島酒店舉行雞尾酒會慶祝，並同時介紹《白蛇新傳》內容。同年11月2日：仙鳳鳴全體成員假普慶戲院義演《白蛇新傳》為博愛醫院籌款。
1961年9月，第九屆仙鳳鳴開鑼，於9月19日起一連九天在利舞台公演新劇《白蛇新傳》，9月30日移師九龍普慶戲院，演期一個月。演員包括：任劍輝（飾許仙）、白雪仙（飾白素貞）、梁醒波（飾南極仙翁）、靚次伯（飾法海）、任冰兒（飾青兒）、林家聲（飾鶴童及韋陀）、陳寶珠（飾鹿童及哪吒）、梁寶珠（飾蚌精）、歐偉泉（飾李仁）、朱少波（飾店夥及甲沙彌）等。
1962年8月28日，任白於香港大會堂為東華三院義唱大會獻唱籌款。
1964年9月，任白借用香港大會堂音樂廳為為幸運唱片公司灌錄《李後主之去國歸降》唱片。
1964年11月18日，任白宣佈「仙鳳鳴影片公司」開拍創業片《李後主》，預算耗資60萬元。演員包括：任劍輝（飾李後主）、白雪仙（飾小周后）、梁醒波（飾徐鉉）、靚次伯（飾陳喬）、任冰兒（飾宮女寶兒）、陳寶珠、李清、蘇少棠、石燕子、陳錦棠（飾宋太宗）、石堅（飾曹彬將軍）、李鵬飛、王超峰、李壽祺、駱恭、及雛鳳鳴全體藝員。同時宣佈任劍輝因身體關係將於翌年退出舞台。
1966年3月30日，任白、梁醒波、靚次伯、任冰兒、蘇少棠、朱少坡及雛鳳九名成員錄製《紫釵記》唱片。
1967年6月7日，任白、梁醒波及雛鳳全體成員於利舞台公演，為東華三院籌款。
1968年9月25日，任白及仙鳳鳴成員到星加坡獻唱兩天。同年11月18日，劇團為油麻地街坊福利會籌款，於廣東道臨時球場演出《牡丹亭驚夢》、《帝女花》、《紫釵記》，演出十九天。同年12月22日，劇團為灣仔街坊福利會籌款，於灣仔修頓球場演出《牡丹亭驚夢》、《帝女花》、《紫釵記》15天。
1969年11月8日，劇團再次為油麻地街坊福利會籌款，於廣東道臨時球場演出，演出17天。同年12月8日，劇團為旺角、銅鑼灣街坊福利會籌款，於利舞台演出《再世紅梅記》、《帝女花》、《琵琶記》等名劇。
1972年6月24日，任劍輝和白雪仙率領「雛鳳鳴劇團」成員在無綫電視的籌款節目中為「六一八雨災」義唱賑災，任白演唱了《李後主之去國歸降》一段，這亦是任劍輝最後一次公開的演出。

## 台柱
當時粵劇劇團流行「六柱制」，以下是仙鳳鳴劇團的六位台柱：
| 行當     | 演員            |
| -------- | --------------- |
| 文武生   | 任劍輝          |
| 正印花旦 | 白雪仙          |
| 丑生     | 梁醒波          |
| 武生     | 靚次伯          |
| 小生     | 蘇少棠 / 林家聲 |
| 二幫花旦 | 任冰兒          |

## 演出劇目
由1956年至1961年，仙鳳鳴劇團一共演了九屆，劇目如下：
| 屆   | 日期       | 劇目             | 主要演員                                                                         |
| ---- | ---------- | ---------------- | -------------------------------------------------------------------------------- |
| 第一 | 1956年6月  | 《紅樓夢》       | 任劍輝、白雪仙、梁醒波、梅綺、鳳凰女、蘇少棠、陳好逑、白龍珠、英麗梨等           |
| 第一 | 1956年6月  | 《唐伯虎點秋香》 | 任劍輝、白雪仙、梁醒波、梅綺、鳳凰女、蘇少棠、陳好逑、白龍珠、英麗梨等           |
| 第二 | 1956年11月 | 《牡丹亭驚夢》   | 任劍輝、白雪仙、梁醒波、靚次伯、任冰兒、蘇少棠、白龍珠、英麗梨等                 |
| 第二 | 1956年11月 | 《穿金寶扇》     | 任劍輝、白雪仙、梁醒波、靚次伯、任冰兒等                                         |
| 第三 | 1957年1月  | 《蝶影紅梨記》   | 任劍輝、白雪仙、梁醒波等                                                         |
| 第三 | 1957年1月  | 《花田八喜》     | 任劍輝、白雪仙、梁醒波、任冰兒等                                                 |
| 第四 | 1957年6月  | 《帝女花》       | 任劍輝、白雪仙、梁醒波、靚次伯、任冰兒、蘇少棠、白龍珠、英麗梨、陳鐵善等         |
| 第五 | 1957年8月  | 《紫釵記》       | 任劍輝、白雪仙、梁醒波、靚次伯、蘇少棠、任冰兒等                                 |
| 第六 | 1958年3月  | 《九天玄女》     | 任劍輝、白雪仙、梁醒波、靚次伯、蘇少棠、白龍珠、英麗梨、朱少坡等                 |
| 第七 | 1958年9月  | 《西樓錯夢》     | 任劍輝、白雪仙、梁醒波、靚次伯、蘇少棠、任冰兒、白龍珠、英麗梨、朱少坡、歐偉泉等 |
| 第八 | 1959年9月  | 《再世紅梅記》   | 任劍輝、白雪仙、梁醒波、靚次伯、任冰兒、林家聲、余蕙芬等                         |
| 第九 | 1961年9月  | 《白蛇新傳》     | 任劍輝、白雪仙、梁醒波、靚次伯、任冰兒、林家聲、陳寶珠、梁寶珠、歐偉泉、朱少波等 |

## 關連書籍
- 奼紫嫣紅開遍——良辰美景仙鳳鳴（纖濃本）（全二冊） 【作者: 白雪仙, 邁克】
- 唐滌生的文字世界‧仙鳳鳴卷  【作者: 楊智深】

## 外部連結
- 仙姐和《西樓錯夢》（页面存档备份，存于）
- 良辰美景仙鳳鳴